# The Anonymous Alcoholic
The Anonymous Alcoholic is een nummer van 10cc. Het is afkomstig van hun album Bloody Tourists. Het lied gaat over het thema Drank maakt meer kapot dan je lief is.
De normale Engelstalige uitdrukking is Alcoholics Anonymous. Daar begint het nummer ook. Een ex-alcoholist komt op een feestje en verveelt zich. Hij belandt uiteindelijk bij de bar. Op aanraden van de barkeeper neemt hij toch een glaasje, ondanks dat hij weet dat het niet mag en hem uiteindelijk in de problemen brengt. Dat blijkt even later als hij zijn handen niet kan thuis houden bij de vrouw van de baas en als gevolg daarvan ontslagen wordt. Je wordt door iedereen verafschuwd omdat je te veel drank hebt gebruikt. Bij het volgende feestje sta je weer alleen en je gaat opnieuw naar de bar.
De structuur van het lied is klassiek: A-B-A waarbij A het eerste thema is (couplet en strofe) en B het tweede (de discozaal).

## Musici
- Eric Stewart – zang, slidegitaar, elektrische gitaar, achtergrondzang
- Graham Gouldman – basgitaar, elektrische gitaar, achtergrondzang
- Rick Fenn – gitaren, moog met koperblaasinstrumenten en saxofoon, Dorking Horns, achtergrondzang
- Stuart Tosh – slagwerk, trombone, percussie (bongos en congas en een discodrum)
- Duncan Mackay – piano
- Paul Burgess – discodrums en bongos